# Elecciones municipales de 2015 en Palencia
El 24 de mayo de 2015 se celebraron, en el marco de las elecciones municipales a nivel estatal, elecciones al Ayuntamiento de Palencia. Se eligieron los 25 concejales del pleno municipal.

## Resultados
La candidatura del Partido Popular encabezada por el alcalde Alfonso Polanco obtuvo una mayoría simple de 10 concejales; mientras que las listas del PSOE, Ganemos Palencia (candidatura de confluencia entre Izquierda Unida, Podemos y otras plataformas vecinales y localistas) y Ciudadanos obtuvieron 8, 4, 3 concejales respectivamente. Tras las elecciones se produce una ruptura del bipartidismo en la ciudad (PP y PSOE pierden 10.000 votos) con la irrupción de dos nuevas fuerzas.

## Encuestas
| Instituto  | Medio de publicación | Fecha      | Tipo            | -          |       |       | Ganemos Palencia |       |
| Sigma Dos  | El Diario Palentino  | 11/05/2015 | 400 entrevistas | Concejales | 11-12 | 7     | 3-4              | 3     |
| Sigma Dos  | El Diario Palentino  | 11/05/2015 | 400 entrevistas | Porcentaje | 40,7% | 26,6% | 14,1%            | 12,2% |
| Madison MK | El Norte de Castilla | 17/05/2015 | 633 entrevistas | Concejales | 11    | 7-8   | 3-4              | 3     |
| Madison MK | El Norte de Castilla | 17/05/2015 | 633 entrevistas | Porcentaje | 40,9% | 27,5% | 14,4%            | 13,7% |
| Resultados | -                    | 24/05/2015 | -               | Concejales | 10    | 8     | 4                | 3     |
| Resultados | -                    | 24/05/2015 | -               | Porcentaje | 37,5% | 30,5% | 16,7%            | 10,4% |

## Investidura
El alcalde Alfonso Polanco, tras perder su mayoría, buscó en Ciudadanos el apoyo que necesitaba para continuar 4 años más como alcalde. Tras un mes de negociaciones, Ciudadanos ofreció sus tres concejales que sumados a los diez del Partido Popular permitieron investir a Alfonso Polanco como alcalde durante un periodo de cuatro años.
| Candidato                         | Fecha                                                   | Voto  |    |   | Ganemos Palencia |   | Total |
| Alfonso Polanco (Partido Popular) | 13 de junio de 2015 Mayoría requerida: absoluta (13/25) | Sí    | 10 |   |                  | 3 | 13/25 |
| Alfonso Polanco (Partido Popular) | 13 de junio de 2015 Mayoría requerida: absoluta (13/25) | No    |    | 8 | 4                |   | 12/25 |
| Alfonso Polanco (Partido Popular) | 13 de junio de 2015 Mayoría requerida: absoluta (13/25) | Abst. |    |   |                  |   | 0/25  |

## Candidaturas y resultados
| ← Elecciones municipales de 2015 en Palencia → |                  |                           |        |       |            |
| Nombre de la candidatura                       | Posición         | Cabeza de lista           | Votos  | %     | Concejales |
| Partido Popular                                | Centroderecha    | Alfonso Polanco Rebolleda | 15,843 | 37,52 | 10/25      |
| Partido Socialista Obrero Español              | Centroizquierda  | Raquel Miriam Andrés      | 12,875 | 30,49 | 8/25       |
| Ganemos Palencia                               | Izquierda        | Juan Antonio Gascón       | 7,053  | 16,7  | 4/25       |
| Ciudadanos-Partido de la Ciudadanía            | Socioliberalismo | Juan Pablo Izquierdo      | 4,388  | 10,39 | 3/25       |

- Datos: Q25405024